# Стилизация
- Стилизация (изобразительное искусство) — воспроизведение образной системы и формальных особенностей одного из стилей прошлого, использованных в новом художественном контексте; творческий метод, основанный на отношениях: стилизуемый образец — стилизующая композиция.

- Стилизация в литературе — близка таким понятиям, как подражание, эпигонство, пародия, традиция, влияние, но существенно отличается от них:
- Традиция предполагает прогрессивное развитие искусства, при котором творчество гениев оказывает влияние на мастеров «второго ряда» («Литературная энциклопедия» приводит в качестве примеров влияние Пушкина на Лермонтова, Фета и Тютчева на Блока). Стилизация часто подразумевает ретроспективный уход в прошлое. Термин не используется в отношении творчества крупных мастеров, демонстрирующих оригинальность и самобытность творческого метода, например, при описании сказок Пушкина;
- Подражание подчиняет творчество эпигона художественному методу другого мастера, обычно современника или творившего в недалёком прошлом; при этом сходство с образцом не подчёркивается а, наоборот, скрывается;
- Стилизация как гротеск — пародия преувеличивает имитируемые особенности оригинала и даёт им комическую трактовку;
- Стилизация в периоды декаданса. В русской литературе приёмы стилизации были ярко продемонстрированы мастерами декаданса: Кузминым, Ремизовым, Ивановым, Бальмонтом.